# Intranet
Intranet je računalniško omrežje, ki uporablja tehnologijo internetnega protokola za izmenjavo informacij, operacijskih sistemov ali računalniških storitev v organizaciji. Izraz se uporablja kot kontrast internetu, medorganizacijskemu omrežju. Včasih se izraz uporablja samo za notranje spletišče organizacije, lahko pa je tudi obsežnejši del informacijskotehnične infrastrukture organizacije in sestavljen iz več krajevnih omrežij. Cilj je organizacija namizja posameznika z minimalnimi stroški, časom in trudom za večjo produktivnost, stroškovno učinkovitost, pravočasnost in kompetitivnost.
Intranet lahko gosti več zasebnih spletišč in tvori
o komponento in vozlišče notranjega komuniciranja in sodelovanja. V intranetu so lahko prisotni vsi dobro poznani internetni protokoli, med temi npr. HTTP (spletne storitve), SMTP (e-pošta) in FTP (protokol za prenos datotek). Internetne tehnologije se pogosto uporabljajo za sodobne vmesnike informacijskih sistemov, ki gostijo podatke podjetja.
Intranet lahko razumemo kot zasebni analog interneta ali kot zasebni podaljšek interneta, omejen na organizacijo. Prva intranetna spletišča in domače strani so bili objavljeni leta 1991, v neizobraževalnih organizacijah pa so se pojavili leta 1994.
V številnih organizacijah so intraneti zaščiteni pred nedovoljenim zunanjim dostopom s prehodom in požarnim zidom. Pri manjših podjetjih se lahko intranet ustvari preprosto z uporabo razponov zasebnih IP-naslovov, npr. 192.168.0.0/16. Takrat je na intranet mogoče dostopati samo neposredno iz računalnika v lokalnem omrežju. Z uporabo virtualnega zasebnega omrežja ali drugih metod z uporabo avtentikacije in enkripcije pa lahko podjetja omogočijo dostop tudi oddaljenim zaposlenim.